# استانکو یوریچ
استانکو یوریچ (انگلیسی: Stanko Jurić؛ زادهٔ ۱۶ اوت ۱۹۹۶) بازیکن فوتبال اهل کرواسی است که در حال حاضر به صورت قرضی از باشگاه فوتبال پارما، برای باشگاه فوتبال رئال وایادولید بازی می‌کند.
از باشگاه‌هایی که در آن بازی کرده است می‌توان به باشگاه فوتبال هایدوک اسپلیت اشاره کرد.

## دوران باشگاهی

### سال‌های اولیه
یوریچ در شهر اسپلیت از کشور کرواسی متولد شد. او در رده جوانان را با آکادمی باشگاه محلی دالماتیناچ اسپیلت کارش را آغاز کرد و سپس به تیم دیگر شهر اسپلیت، آدریاتیچ اسپلیت پیوست. در سال ۲۰۱۲، او به سیستم جوانان باشگاه فوتبال دوگوپلیه ملحق گردید و به طور رسمی وارد چرخه فوتبال حرفه‌ای شد.

### دوگوپلیه
او قراردادی تا سال ۲۰۱۹ با دوگوپلیه امضا کرد و سه سال بعد به تیم بزرگسالان که تازه به لیگ دسته اول فوتبال کرواسی سقوط کرده بود، ارتقا یافت. او در اولین فصل خود با تیم بزرگسالان در ۲۵ بازی شرکت کرد. سپس، او جایگاه خود را در تیم تثبیت کرد و به‌طور منظم بازی کرد و همچنین به عنوان کاپیتان باشگاه منصوب شد.

### هایدوک اسپلیت
در زمستان ۲۰۱۷، یوریچ تمرینات خود را با هایدوک اسپلیت آغاز کرد و در بازی‌های دوستانه برای این باشگاه به میدان رفت. علی‌رغم گزارش‌هایی که از علاقه هایدوک به یوریچ وجود داشت، شایعاتی از پیوستن او به رییکا و اوسیک نیز مطرح می‌شد، اما سرانجام او در ۱۵ فوریه ۲۰۱۸ با قراردادی دو ساله به هایدوک اسپلیت ملحق شد. او در فصل ۲۰۱۷–۱۸، ۱۴ بار برای تیم دوم هایدوک اسپلیت بازی کرد و یک گل زد. در ۲ اوت، او در پیروزی ۳–۲ بر باشگاه بلغاری اسلاویا صوفیا در لیگ اروپا به میدان رفت. او به عنوان بازیکن تعویضی به جای دینو بشیروویچ مصدوم وارد زمین شد و در دقیقه ۲۴ بازی گل زد. او گل خود را به پدربزرگ مرحومش تقدیم کرد. اولین گل او در لیگ در برابر لوکوموتیو زاگرب در نیم فصل دوم لیگ برتر کرواسی فصل ۲۰۱۸–۱۹ به ثمر رسید.
در ژوئن ۲۰۱۹، پس از ۳۰ بازی برای تیم اول در فصل ۲۰۱۹–۲۰۱۸، یوریچ قراردادی جدید با هایدوک امضا کرد که تا ۳۰ ژوئن ۲۰۲۱ اعتبار داشت.
در مجموع یوریچ در کل دوران حضور در هایدوک اسپلیت موفق در ۷۹ بازی لیگ برتر فوتبال کرواسی به میدان برود و پنج گل نیز راهی دروازه حریفان نماید.

### پارما
در ۱۸ ژوئن ۲۰۲۱، یک باشگاه ایتالیایی از سری بی، پارما، از ورود استانکو یوریچ به جمع بازیکنان شاغل در پارما خبر داد، و اعلام کرد با این هافبک قراردادی تا ۳۰ ژوئن ۲۰۲۵ امضا کرد.
قرارداد یوریچ با پارما چهار ساله منعقد گردید و بابت هزینه انتقال و دریافت رضایت‌نامه، دو میلیون یورو توسط باشگاه فوتبال پارما به تیم قبلی یوریچ، هایدوک اسپلیت پرداخت شد.
او در پارما، علی‌رغم بازی در پست‌های تدافعی‌تر، ۷۱ بار به میدان رفت و موفق شد چهار گل نیز به ثمر برساند.

### وایادولید
در ۱۹ اوت ۲۰۲۳، یوریچ به صورت قرضی به والادولید در اسپانیا، تیمی که به تازگی از لا لیگا به لا لیگا ۲ سقوط کرده بود پیوست. در قرارداد مابین پارما و وایادولید بند خرید اختیاری نیز تعبیه شده است.

## آمار باشگاهی
تا تاریخ ۲ ژوئن ۲۰۲۴
| باشگاه                              | فصل                | لیگ                        | لیگ  | لیگ | جام حذفی | جام حذفی | بین قاره‌ای | بین قاره‌ای | سایر | سایر | مجموع | مجموع |
| باشگاه                              | فصل                | رده                        | بازی | گل  | بازی     | گل       | بازی       | گل         | بازی | گل   | بازی  | گل    |
| ----------------------------------- | ------------------ | -------------------------- | ---- | --- | -------- | -------- | ---------- | ---------- | ---- | ---- | ----- | ----- |
| دوگوپلیه                            | ۲۰۱۵–۲۰۱۶          | لیگ دسته اول فوتبال کرواسی | ۲۵   | ۰   | ۰        | ۰        | —          | —          | —    | —    | ۲۵    | ۰     |
| دوگوپلیه                            | ۲۰۱۶–۲۰۱۷          | لیگ دسته اول فوتبال کرواسی | ۲۱   | ۲   | ۰        | ۰        | —          | —          | —    | —    | ۲۱    | ۲     |
| دوگوپلیه                            | ۲۰۱۷–۲۰۱۸          | لیگ دسته اول فوتبال کرواسی | ۱۵   | ۱   | ۰        | ۰        | —          | —          | —    | —    | ۱۵    | ۱     |
| دوگوپلیه                            | مجموع              | مجموع                      | ۶۱   | ۳   | ۰        | ۰        | —          | —          | —    | —    | ۶۱    | ۳     |
| هایدوک اسپلیت                       | ۲۰۱۸–۲۰۱۹          | لیگ برتر کرواسی            | ۲۴   | ۳   | ۳        | ۱        | ۳          | ۱          | —    | —    | ۳۰    | ۵     |
| هایدوک اسپلیت                       | ۲۰۱۹–۲۰۲۰          | لیگ برتر کرواسی            | ۲۲   | ۱   | ۲        | ۱        | ۲          | ۰          | —    | —    | ۲۶    | ۲     |
| هایدوک اسپلیت                       | ۲۰۲۰–۲۰۲۱          | لیگ برتر کرواسی            | ۳۳   | ۱   | ۲        | ۰        | ۲          | ۰          | —    | —    | ۳۷    | ۱     |
| هایدوک اسپلیت                       | مجموع              | مجموع                      | ۷۹   | ۵   | ۷        | ۲        | ۷          | ۱          | —    | —    | ۹۳    | ۸     |
| پارما                               | ۲۰۲۱–۲۰۲۲          | سری بی                     | ۳۶   | ۳   | ۱        | ۰        | —          | —          | —    | —    | ۳۷    | ۳     |
| پارما                               | ۲۰۲۲–۲۰۲۳          | سری بی                     | ۳۰   | ۰   | ۳        | ۱        | —          | —          | ۱    | ۰    | ۳۴    | ۱     |
| پارما                               | مجموع              | مجموع                      | ۶۶   | ۳   | ۴        | ۱        | —          | —          | ۱    | ۰    | ۷۱    | ۴     |
| باشگاه فوتبال رئال وایادولید (قرضی) | ۲۰۲۳–۲۰۲۴          | لا لیگا ۲                  | ۳۸   | ۲   | ۰        | ۰        | —          | —          | —    | —    | ۳۸    | ۲     |
| مجموع دوران حرفه‌ای                  | مجموع دوران حرفه‌ای | مجموع دوران حرفه‌ای         | ۲۴۴  | ۱۳  | ۱۱       | ۳        | ۷          | ۱          | ۱    | ۰    | ۲۶۳   | ۱۷    |

1. 1 2 3  بازی در لیگ اروپا
2. ↑  بازی در پلی‌آف سری بی